# Трка кроз Србију 1940.
Трка кроз Србију 1940. (фр. Tour de Serbie) је било 2. издање бициклистичке етапне трке Трке кроз Србију. Било је заказано од 29. августа до 6. септембра 1940. године, тј. трка се завршавала на рођендан краља Петра II.
Победник у укупном пласману је Јанез Петернел.

## Етапе
1. Београд – Шабац – Зворник, победник Драгољуб Давидовић[1]
2. Зворник – Сарајево, поб. Ђорђе Дрљачић[2]
3. Сарајево – Вишеград – Чачак, прекинута у Ужицу због невремена[3] и настављена сутрадан; поб. Јанез Петернел[4]
4. Чачак – Косовска Митровица, поб. Петернел[5]
5. Косовска Митровица – Скопље, поб. Јосип Покупец[6]
6. Скопље – Врање – Ниш, поб. Петернел[7]
7. Ниш – Крагујевац, поб. Сава Павловић[8]
8. Крагујевац – Београд, поб. Драгољуб Давидовић[9]

## Коначан пласман
|    | Бициклиста        | Тим                 | време       |
| -- | ----------------- | ------------------- | ----------- |
| 1  | Јанез Петернел    | Хермес Љубљана      | 53h 19' 35" |
| 2  | Франц Гартнер     | Љубљаница Љубљана   | 53h 30' 42" |
| 3  | Драго Давидовић   | Сокол Загреб        | 53h 56' 38" |
| 4  | Радивоје Вељковић | Југославија Београд | 54h 03' 27" |
| 5  | Франц Подмилшчак  | Единство Љубљана    | 54h 04' 17" |
| 6  | Ђорђе Дрљачић     | Авала Београд       | 54h 22' 51" |
| 7  | Иван Уљчић        | Југославија Београд | 54h 30' 20" |
| 8  | Ђура Петров       | НАК Нови Сад        | 54h 31' 43" |
| 9  | Борис Војинов     | Југославија Београд | 54h 59' 05" |
| 10 | Армандо Голоб     | Единство Љубљана    | 55h 33' 59" |